# Kersa (ville)
Pour les articles homonymes, voir Kersa.
Kersa est une ville du centre de l'Éthiopie située dans la zone Arsi de la région Oromia. Elle est le chef-lieu du woreda Munesa et compte 11 242 habitants en 2007.
Située vers 2 700 m d'altitude, une soixantaine de kilomètres au sud d'Assella, Kersa est desservie par des routes secondaires qui rejoignent notamment Kore (chef-lieu du woreda Kore) et Golije (dans le woreda Arsi Negele) dans la zone Mirab Arsi
Avec 11 242 habitants au recensement national de 2007, Kersa est la principale agglomération du woreda Munesa.